# Kardos Ferenc (filmrendező)
Kardos Ferenc (Galánta, 1937. december 4. – Budapest, 1999. március 6.) Balázs Béla-díjas magyar filmrendező, producer és forgatókönyvíró, érdemes művész. Testvére Kardos István (1942–2002) író.

## Életpályája
1956–1961 között a Színház- és Filmművészeti Főiskola rendező szakán tanult, ahol Máriássy Félix oktatta. 1961-től a Mafilm rendezőasszisztense, majd rendezője volt. 1976-ban az Objektív Stúdió megbízott vezetője volt. 1992-től a Budapest Filmstúdió igazgatójaként dolgozott.

## Filmjei

### Rendezőként
| - Eszpresszóban (1959) - Ég és föld között (1961) - Miénk a világ! (1963) - Levelek Júliához (1964) - Hogyan közlekedjünk az utcán? (1966) - Gyerekbetegségek (1966) (forgatókönyvíró is) - Ünnepnapok (1967) (forgatókönyvíró is) - Járkálj csak, halálraítélt! (1969) - Radnóti Miklós (1969) - Különösen szép este (1969) - Egy őrült éjszaka (1970) (forgatókönyvíró is) - Az ezredes özvegye (1971) - Sárospatak (1972) - Ozorai példa (1973) | - Petőfi '73 (1973) (forgatókönyvíró is; részt vett az 1973-as cannes-i filmfesztivál rendes filmbemutatóján) - A forradalom rendje (1975) - Hajdúk (1975) (forgatókönyvíró is) - Ékezet (1977) - Egyszeregy (1978) - Történelem (1981) - Mennyei seregek (1983) - Molitorház (1984) - Iskolakerülők (1989) - Családi kör (1990) - Hímes tojások (1991) - A világ legkisebb alapítványa (1997) (producer is) |

### Producerként
| - Roncsfilm (1992) - Miénk a gyár (1993) - Kiss Vakond (1993) - Indián tél (1993) - Fényérzékeny történet (1994) - Hullámvasút (1994) - A bűvös vadász (1994) - A magzat (1994) | - Ébredés (1995) - Törésvonalak II. (1997) - Witman fiúk (1997) - Hosszú alkony (1997) - Szenvedély (1998) - A bolond gránátalmafa (1999) - Simon mágus (1999) - A szerencse lányai (1999) |

### Forgatókönyvíróként
- Délibáb minden mennyiségben (1962)

### Vágóként
- Álmodó ifjúság (1974)

### Operatőrként
- A rossz orvos (1996)

## Díjai, elismerései
- Balázs Béla-díj (1980)
- Érdemes művész (1990)